# Capacité évolutive
La capacité évolutive correspond au stockage puis relargage d'une variation génétique, de façon analogue aux condensateurs électriques qui stockent et libèrent une charge. Les systèmes biologiques (organismes, populations, tissus, organes...) sont robustes face aux mutations. Cela signifie que ces systèmes accumulent de la variation génétique sans que celle-ci ait un effet sur le phénotype. Mais lorsque le système est perturbé (sous l'effet du stress par exemple), cette robustesse se détériore, et la variation entraîne des effets sur le phénotype et subit en totalité la force de la sélection naturelle. Dans un tel contexte, un condensateur évolutif correspond à un mécanisme de commutation moléculaire qui peut faire "basculer" la variation génétique entre un état « caché » et un état « découvert ». Si un sous-ensemble de variations nouvellement découvert confère une adaptation, il devient fixé dans le génome par assimilation génétique. À la suite de cela, le reste de la variation, dont la majorité est présumée dommageable, peut être inactivé, ce qui laisse la population avec un nouveau caractère avantageux sans subir de handicap sur le long terme. Afin que la capacité évolutive puisse augmenter l'évolvabilité de cette façon, le taux de commutation ne doit pas être plus rapide que l'échelle de temps que prend l'assimilation génétique.
Ce mécanisme permettrait une adaptation rapide à de nouvelles conditions environnementales. Les taux de commutation peuvent être fonction du stress, ce qui rend la variation génétique plus à même d'affecter le phénotype à des moments où il est le plus utile pour l'adaptation. De plus, une variation fortement dommageable peut être purgée dans un état partiellement cryptique, ainsi la variation cryptique maintenue aura plus de chances d'être adaptative que le seront des mutations aléatoires. La capacité peut aider à traverser les "vallées" dans le paysage de fitness, où une combinaison de deux mutations serait bénéfique, même si chacune serait dommageable si appliquée individuellement,,.
Il n'y a actuellement aucun consensus sur jusqu'à quel point la capacité évolutive pourrait contribuer à l'évolution dans les populations naturelles.
Les changements qui font basculer la robustesse entre variation phénotypique et génotypique ne correspondent pas à ce qu'il se passe avec la capacité évolutive, car leur présence n'entraîne pas d'accumulation de variation au cours du temps. À la place, on les a donc appelés des stabilisateurs de phénotype.

## Promiscuité enzymatique
En plus de la réaction qu'elles catalysent à la base, beaucoup d'enzymes catalysent des réactions secondaires. De façon similaire, les protéines qui se lient à d'autres peuvent passer une certaine partie de leur temps liées à des protéines qu'elles ne ciblent pas à la base. Ces réactions ou interactions peuvent n'avoir aucune conséquence sur la fitness à l'instant t, mais sous des conditions modifiées elles peuvent constituer le point de départ d'une évolution adaptative. Par exemple, plusieurs mutations au niveau du gène de résistance aux antibiotiques codant la β-lactamase introduisent une résistance à la céfotaxime mais n'affectent pas la résistance à l'ampicilline. Dans les populations exposées seulement à l'ampicilline, de telles mutations peuvent être présentes chez une minorité d'individus car il n'y a aucune conséquence sur la fitness (c'est-à-dire au sein du réseau neutre). Cela représente une variation génétique cryptique car si la population est de nouveau exposée à la céfotaxime, une minorité d'individus vont montrer une résistance.

## Chaperonnes
Les protéines chaperons aident au repliement des protéines. Le besoin de replier correctement les protéines constitue un grand obstacle à l'évolution des séquences protéiques. Des chercheuses, Suzanne Rutherford et Susan Lindquist, ont proposé que la présences de protéines chaperons peut permettre d'explorer un plus grand panel de génotypes en donnant une robustesse supplémentaire aux erreurs de repliement. Lorsque les protéines chaperons sont surchargées en périodes de stress environnemental, cela pourrait "activer" une variation génétique cryptique dormante. 

### Hsp90
L'hypothèse selon laquelle les protéines chaperons peuvent agir comme condensateurs évolutifs est fortement associée à la protéine de choc thermique Hsp90. Lorsque Hsp90 est régulée de façon négative chez la drosophile Drosophila melanogaster, on observe une large gamme de génotypes différents ; dans cette situation, l'identité du phénotype dépend du contexte génétique. On a pensé que cela prouvait que les nouveaux phénotypes dépendaient d'une variation génétique cryptique préexistante qui venait tout juste d'être révélée. Des résultats plus récents suggèrent que ces données pourraient être expliquées de nouvelles mutations causées par la réactivation de transposons préalablement dormants. Cependant, cette hypothèse concernant les transposons pourrait simplement être en lien avec la nature forte de l'inactivation de Hsp90 utilisé dans cette expérience.

### GroEL
La surproduction de GroEL chez Escherichia coli augmente la robustesse mutationnelle. Cela peut également augmenter l'évolvabilité.

## Prion de levure
La Sup35p est une protéine de levure impliquée dans la reconnaissance des codons-stop permettant d'arrêter la traduction correctement à la fin des protéines. La Sup35p existe sous forme normale ([psi-]) et sous forme de prion ([PSI+]). Lorsque cette dernière est présente, cela réduit le nombre de Sup35p disponible. En conséquence, le taux d'erreurs par lequel la traduction continue au-delà d'un codon-stop augmente d'environ 0,3% à 1%. 
Ce mécanisme peut engendrer différents taux de croissance, et parfois différentes morphologies, chez les souches associant des individus [PSI+] et [psi-] dans une variété d'environnements stressants. Parfois, la souche [PSI+] peut croître plus rapidement, d'autre fois c'est le cas de la souche [psi-] ; cela dépend du contexte génétique de la souche, ce qui suggère que [PSI+] puise dans une variation génétique cryptique préexistante. Des modèles mathématiques suggèrent que [PSI+] peuvent avoir évolué en tant que condensateur évolutif pour favoriser l'évolvabilité,.
La forme [PSI+] apparaît de façon plus fréquente en réponse au stress environnemental. Chez la levure, plus de disparitions de codons-stop se trouvent dans le sens du cadre de lecture (ce qui imite les effets de [PSI+]), que ce qui serait attendu avec un biais mutationnel ou que ce que l'on observe dans d'autres taxons ne formant pas le prion [PSI+]. Ces observations sont compatibles avec l'hypothèse selon laquelle [PSI+] agit comme un condensateur évolutif dans la nature.

## Knockouts géniques
La capacité évolutive peut aussi constituer une caractéristique générale de réseaux complexes de gènes, et peut être observée dans des simulations de knockouts géniques. Un dépistage de tous les knockouts de gènes chez la levure a montré que beaucoup d'entre eux agissent comme des stabilisateurs de phénotype. Un knockout sur une protéine régulatrice telle qu'un régulateur de chromatine peut engendrer une capacité évolutive plus efficace qu'un knockout sur une enzyme métabolique.

## Sexualité facultative
Les mutations récessives peuvent être supposées cryptiques lorsqu'elles sont présentes en masse chez les hétérozygotes plutôt que chez les homozygotes. Une sexualité facultative issue d'une auto-fertilisation peut agir comme un condensateur évolutif dans une population à l'origine asexuée en créant des homozygotes. Une sexualité facultative issue d'un croisement peut agir comme un condensateur évolutif en cassant les combinaisons alléliques ayant des effets phénotypiques qui en temps normal se neutralisent.